# Scutum Logistic
Scutum Logistic és una empresa catalana fabricant de motocicletes elèctriques sota la marca Silence (antigament Scutum). La seva raó social és Scutum Logistic S.L. i té el domicili social al número 18-20 del carrer Santiago Rusiñol d'Esplugues de Llobregat. Liderada per Carlos Sotelo, ex-pilot professional de motociclisme amb una llarga experiència en l'àmbit de la mobilitat elèctrica, l'empresa va iniciar les seves operacions el 2012.

## Empresa
Els directius de l'empresa provenen tots de la indústria de la motocicleta:
- Carlos Sotelo, CEO, amb 25 anys d'experiència en distribució i fabricació a empreses com ara Suzuki, Kymco o CSR
- Juan Carlos Pablo, director d'operacions, amb 24 anys d'experiència a Montesa Honda
- Josep Losantos, enginyer, amb 15 anys d'experiència a Yamaha Motor España

L'empresa dedicà els seus primers tres anys i mig d'existència al disseny i desenvolupament del producte. Més tard, inicià la comercialització del seu primer model d'escúter elèctric, l'S02, del qual ja en tenen diversos estols en funcionament el servei municipal de Parcs i Jardins de l'Ajuntament de Barcelona, una empresa de transport de correu alemanya i l'empresa de logística i expedicions TNT a Itàlia.
Scutum estava participada per Repsol, La Caixa i el Centro para el Desarrollo Tecnológico Industrial (CDTI), els quals hi han aportat dos milions d'euros per a industrialitzar-ne la producció i llançar la comercialització del futur nou model S01, un escúter elèctric amb bateria extraïble que va sortir al mercat a mitjan 2016.
A principis de 2021 l'empresa va ser comprada per Acciona. A finals d'aquell any va anunciar el seu pas als cotxes elèctrics amb el model S04.

## Producció
Silence comercialitza tres models d'escúter elèctric, l'S02, disponible en diverses versions. L'S02 és fàcilment adaptable a solucions professionals adreçades a empreses que disposen de grans estols de motos (missatgeria, correus, repartiment, etc.)., el S01amb bateria extraïble, idea innovadora que permet endur-se-la a casa i carregar-la en qualsevol endoll, i el S03, semblant al S02 però amb tres rodes (dues de posteriors), tipus tricicle.

### S01
El S01 és un escúter amb un motor de 7.000W (9 kW de potencia máxima) que aconsegueix una velocitat màxima limitada a 100 km/h, una autonomía de 127 km i presenta una acceleració màxima de 0 a 50 de 3,9 s, similar a la de la Scoopy.
El seu sistema de bateria extraïble ha estat patentat per l'empresa a nivell europeu i permet, a més de poder carregar la bateria a l'endoll que es tingui més a l'abast (sense caldre, doncs, anar a cap punt de recàrrega), canviar-la per una altra en qualsevol estació de servei o fins i tot llogar-la a un altre usuari. Gràcies a aquesta solució, Scutum ha rebut el premi EnerAgen (convocat per l'Associació d'Agències Espanyoles de la Gestió de l'Energia), que premia les millors iniciatives de millora energètica.

### S02
El S02 és un escúter amb un motor de 2.000W que aconsegueix una velocitat màxima de 45 km/h, una autonomía de 127 km i presenta una acceleració màxima de 0 a 50 de 3,9 s,

### S04
El S04 és un cotxe elèctric amb bateria extraible

## El Consorci Industrial de Moto Elèctrica Catalana

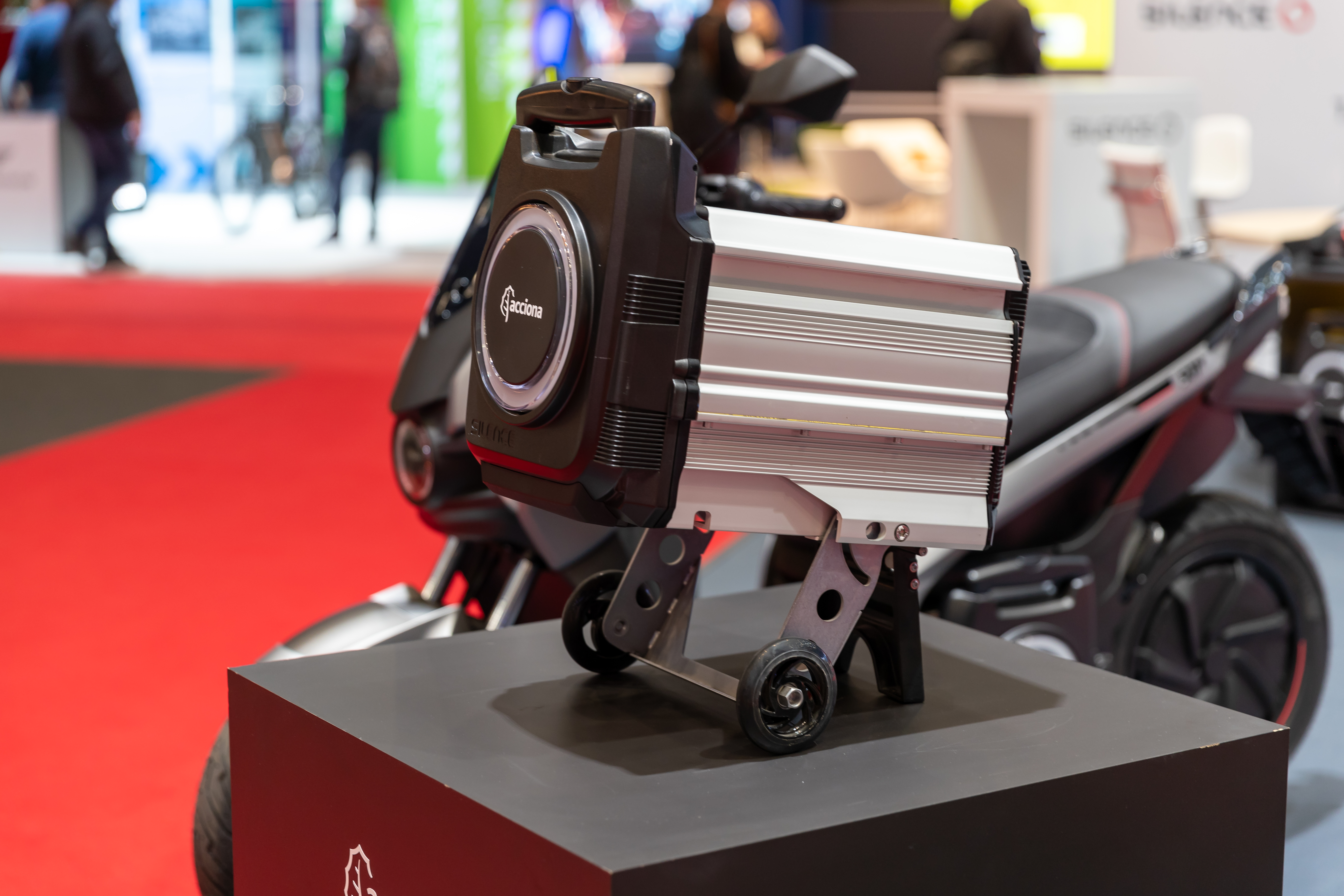
Bateria recarregable

El 23 de desembre de 2015, la Generalitat de Catalunya i l'Ajuntament de Barcelona signaren un conveni per a la creació del Consorci Industrial de Moto Elèctrica Catalana, per mitjà del qual els fabricants Scutum, Volta Motorbikes, Torrot Electric i Rieju acorden fabricar conjuntament un escúter elèctric 100% català, amb la intenció de produir-ne 10.000 unitats anuals i comercialitzar-lo a partir del 2017. La iniciativa es va incloure al Pla d'Impuls de Mobilitat Sostenible de l'Estratègia Industrial de la Generalitat. En la signatura de l'acord, el Conseller d'Empresa i Ocupació Felip Puig, afirmà que el nou consorci configurava «una oportunitat de país» que podria permetre «obrir una nova etapa» gràcies a un «projecte que neix de la iniciativa privada i l'impuls públic, amb un lideratge empresarial que permetrà fabricar una moto urbana elèctrica, escúter i que es posicioni en un sector amb gran demanda».
La nova agrupació empresarial tenia com a objectiu dissenyar i produir conjuntament una nova motocicleta urbana i elèctrica, tipus escúter, mitjançant la creació d'una nova companyia i una marca sota la qual es comercialitzaria el producte, amb una potència equivalent a la d'un de convencional de 125 cc i dues motoritzacions possibles, llandes de 16 polzades, òptiques tipus LED i seient habilitat per a guardar-hi el casc a un preu de venda d'uns 4.000 euros, bateria inclosa. El projecte necessitava una inversió inicial de 10 milions d'euros, dels quals la Generalitat n'aportava tres a través d'un préstec participatiu, però el projecte fracassà i s'abandonà en 2017.